# Ясенець-Мазяже
Ясенець-Мазяже (пол. Jasieniec-Maziarze) — село в Польщі, у гміні Ілжа Радомського повіту Мазовецького воєводства.
Населення — 607 осіб (2011).
У 1975-1998 роках село належало до Радомського воєводства.

## Демографія
Демографічна структура станом на 31 березня 2011 року:
|          | Загалом | Допрацездатний вік | Працездатний вік | Постпрацездатний вік |
| -------- | ------- | ------------------ | ---------------- | -------------------- |
| Чоловіки | 321     | 79                 | 213              | 29                   |
| Жінки    | 286     | 54                 | 172              | 60                   |
| Разом    | 607     | 133                | 385              | 89                   |